# 维齐利维特尔
维齐利维特尔（納瓦特爾語發音：[wit͡siˈliʔwit͡ɬ] ⓘ“蜂鸟羽毛”，14世纪?—1417年），是阿兹特克特诺奇蒂特兰城的第二位统治者。
他在1396年至1417年在位。在他执政期间，开始向邻国寻求结盟，同时在特诺奇蒂特兰建立了“皇家议事会”来讨论政事，国内纺织业的产值明显增长、工艺也越来越精湛。他的子嗣奇马尔波波卡是第三位特诺奇提特兰君主，特拉卡埃莱尔是奇马尔波波卡的得力助手，蒙特苏马一世是特诺奇蒂特兰第五位君主（兼任阿兹特克帝国统治者）。